# Mazuecos de Valdeginate
Mazuecos de Valdeginate é um município da Espanha na província de Palência, comunidade autónoma de Castela e Leão, de área  km² com população de 111 habitantes (2007) e densidade populacional de 6,47 hab/km².

## Demografia
| Variação demográfica do município entre 1991 e 2004 | Variação demográfica do município entre 1991 e 2004 | Variação demográfica do município entre 1991 e 2004 | Variação demográfica do município entre 1991 e 2004 |
| --------------------------------------------------- | --------------------------------------------------- | --------------------------------------------------- | --------------------------------------------------- |
| 1991                                                | 1996                                                | 2001                                                | 2004                                                |
| 158                                                 | 148                                                 | 130                                                 | 121                                                 |